# Бомбардировка Одессы (1854)

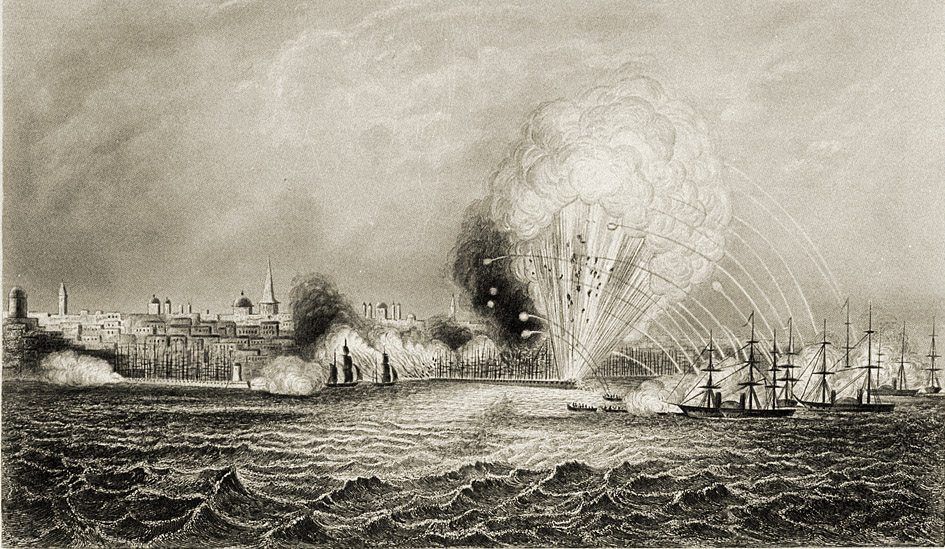
Джордж Грейтбеч. «Бомбардировка Одессы британскими и французскими кораблями 22 апреля 1854 года». Ок. 1860. Гравюра с рисунка офицера, участника события. Королевские музеи Гринвича.

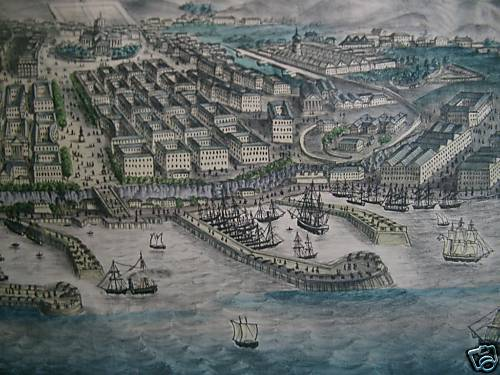
Вид Одессы с высоты птичьего полета в середине XIX века

Бомбардиро́вка Оде́ссы — один из боёв во время Крымской войны. 10 (22) апреля 1854 года объединённая англо-французская эскадра обстреляла порт и город Одессу с целью заставить капитулировать гарнизон. В результате обстрела порт и находящиеся в нём коммерческие суда были сожжены. Ответный огонь русских береговых батарей не допустил высадки десанта, и эскадра союзников была вынуждена уйти в Крым.

## Предыстория
Одесса, крупнейший торговый порт Российской империи на Чёрном море и город с почти 100-тысячным населением, к началу Крымской войны была укреплена весьма слабо. Шесть устроенных по случаю войны прибрежных батарей были вооружены 40 старыми, ещё чугунными и малопригодными крепостными орудиями, а в самом городе помещался отряд из 16 резервных батальонов с 76 орудиями и немного кавалерии под начальством генерал-адъютанта барона Остен-Сакена.
Усиливалась оборона единственным парусным 18-пушечным корветом «Калипсо», занимавшим брандвахтенный пост у входа в гавань.
Ещё в январе 1854 года флот союзников вошёл в Чёрное море, а с момента объявления Великобританией и Францией России войны 15 (27) марта 1854 года перешёл к активным действиям и начал останавливать и захватывать все коммерческие суда под российским флагом.
29 марта (9 апреля) 1854 Черноморская эскадра союзников направила к берегам Одессы английский 16-пушечный паровой фрегат «Furious» (Буйный) (en:HMS Furious (1850)) для того, чтобы, как впоследствии заверяли союзники, эвакуировать из Одессы консулов союзных государств, а также всех прочих подданных этих государств, пожелавших бы покинуть Одессу.
30 марта (10 апреля) 1854 «Furious» попытался приблизиться к порту и спустил на воду шлюпку, которая под белым (парламентёрским) флагом приблизилась к молу и, получив ответ о том, что консулы уже покинули Одессу, начала возвращаться на корабль, который, в свою очередь, маневрируя, слишком близко подошёл к молам порта.
Защитники Одессы, справедливо заподозрив во всех этих манёврах желание сделать разведку порта и побережья, открыли по «Furious» огонь и заставили его удалиться. Однако обстрел корабля под парламентёрским флагом дал союзникам повод назвать инцидент «небывалым случаем в истории войн цивилизованных народов» и выдвинуть защитникам города ультиматум с требованием выдать все французские, английские и русские суда, находящиеся в гавани, эскадре союзников (хотя Остен-Сакен в своём ответе на ультиматум союзников уверял их, что белый флаг несла шлюпка, а не «Furious», что выстрелы были сделаны холостые и с целью указать шлюпке остановиться и что последовавшие выстрелы по «Furious» были сделаны лишь после того, как этот военный корабль, никак не обозначив своих намерений, приблизился к молам порта на расстояние пушечного выстрела, то есть на законных основаниях военного времени). Ультиматум был отвергнут.

## Дело 10 (22) апреля 1854

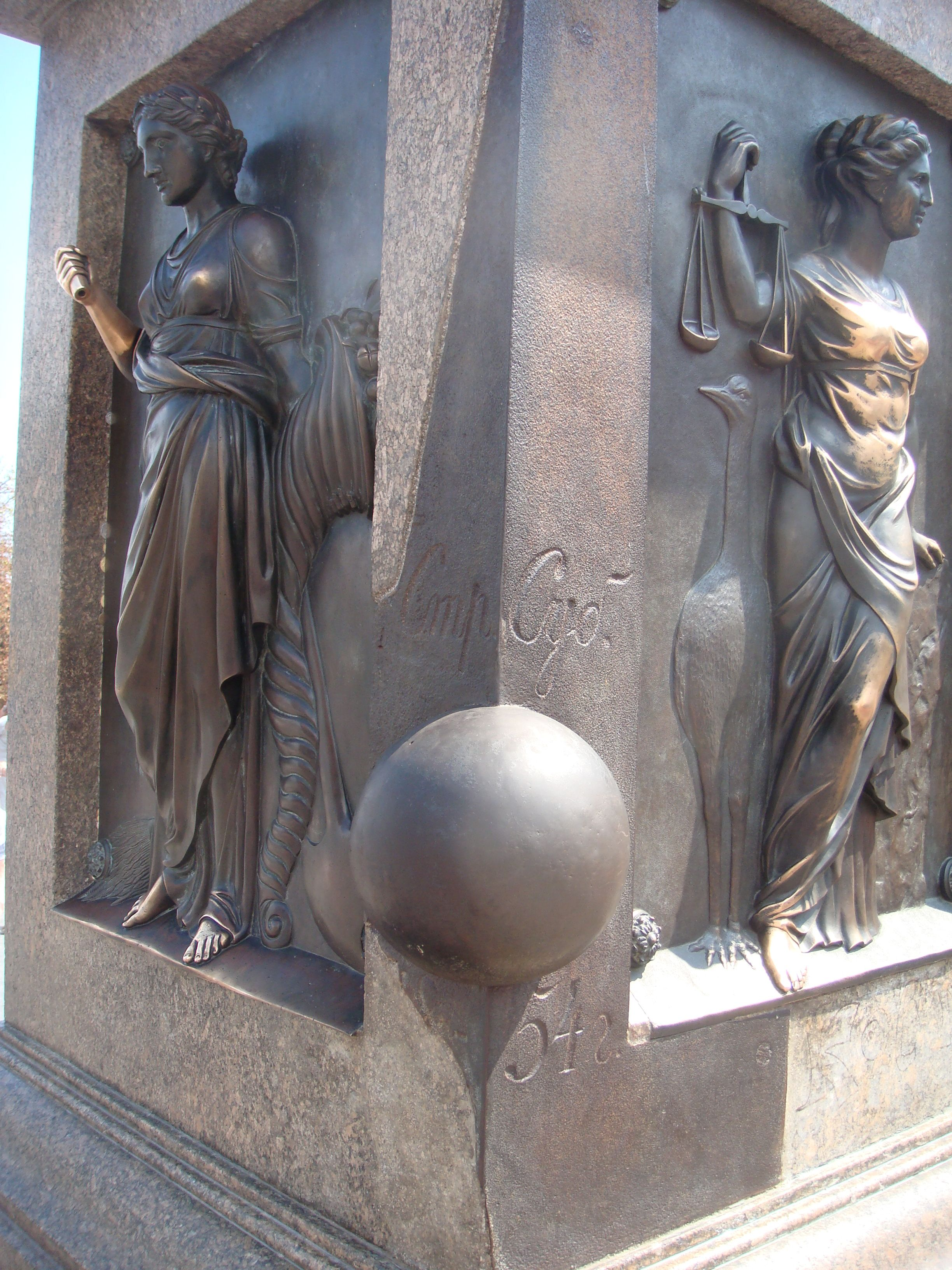
Пьедестал памятника Дюку де Ришельё, повреждённый ядром во время бомбардировки

8 (20) апреля союзный флот, в числе 28 вымпелов, под командованием адмирала Гамелена, подошёл к городу и встал на якорь в 3 1/2 милях от берега. Через два дня, в Страстную Субботу, выдвинув для обстрела 9 кораблей:
- «Mogador»
- «Vauban»
- «Descartes»
- «Caton»
- «Samson»
- «Terrible»
- «Tiger» (en:HMS Tiger (1849))
- «Retribution»
- «Furious»

Они направили к берегу отряд гребных шлюпок (по одной от каждого корабля, не участвующего в обстреле), вооружённых пушками небольших калибров, стрелявших зажигательными снарядами, и открыли огонь против города и порта. Первой огонь всей этой мощи приняла на себя батарея № 6, расположенная на оконечности Практического Мола и вооружённая всего 4 орудиями под командой 21-летнего выпускника кадетского корпуса прапорщика Александра Щёголева, который, несмотря на полную несоразмерность сил, успешно отстреливался и успел зажечь французский фрегат «Vauban» — которому пришлось прекратить обстрел, выйти из строя и заняться тушением пожара. Батарея Щёголева замолчала только к часу по-полудни. Предпринятая попытка сделать высадку на шлюпках в районе Пересыпи была отражена картечью полевых орудий, однако никто из нападавших не пострадал.
10 (22) апреля начался обстрел около 06:40 утра, а отбой был дан около 17:00. Так, один только фрегат «Terrible» выпустил по Одессе 572 заряда. Целый день не только порт, но и мирный город находился под обстрелом кораблей. С российской стороны выбыло из строя до 250 нижних чинов; часть города, прилегающая к порту, была разрушена почти полностью (впрочем, союзники заявили, что разрушение города не было их целью), однако причалы порта, склады и, самое главное, русские и нейтральные коммерческие суда, находящиеся в момент атаки в гавани, были почти полностью уничтожены. Пострадал и памятник Ришельё — француз был одним из основателей города и памятник ему был установлен на Приморском бульваре, у начала Гигантской лестницы. Одно из ядер попало в основание памятника, повредив пьедестал.
У союзников повреждено было 4 фрегата, которые для починки отведены были в Варну. Сильнее всего пострадал пароход «Retribution». Англичане потеряли убитыми одного моряка, 10 были ранены, потери французов были выше, но также незначительны.
После «наказания» города эскадра союзников последовала в Крым, оставив для блокады побережья в районе Одессы несколько кораблей.

## Взятие английского парохода «Тигр»

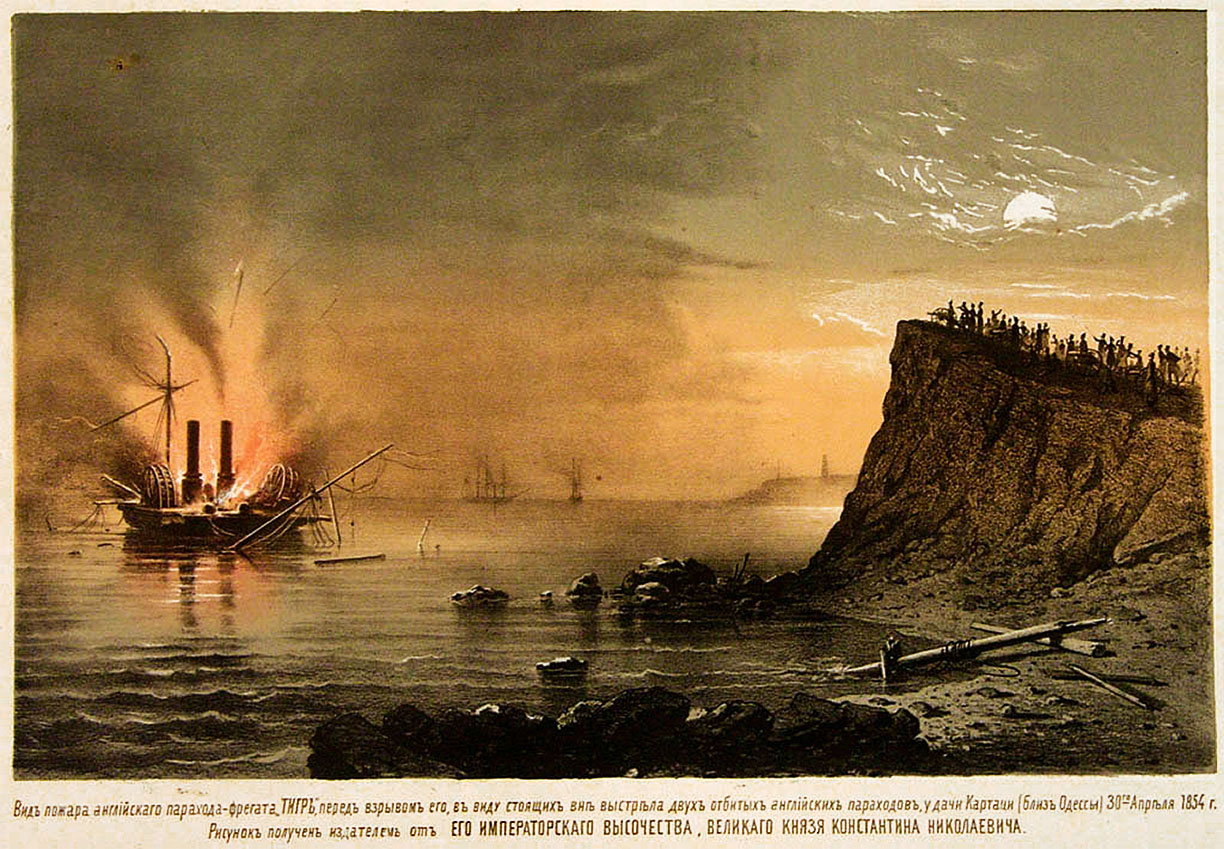
«Вид пожара английского парохода-фрегата „Тигр“, перед взрывом его, в виду стоящих вне выстрела двух отбитых английских пароходов, у дачи Картаци (близ Одессы) 30 апреля 1854 года», Русский художественный листок, Гросс, Фёдор Иванович, 1856

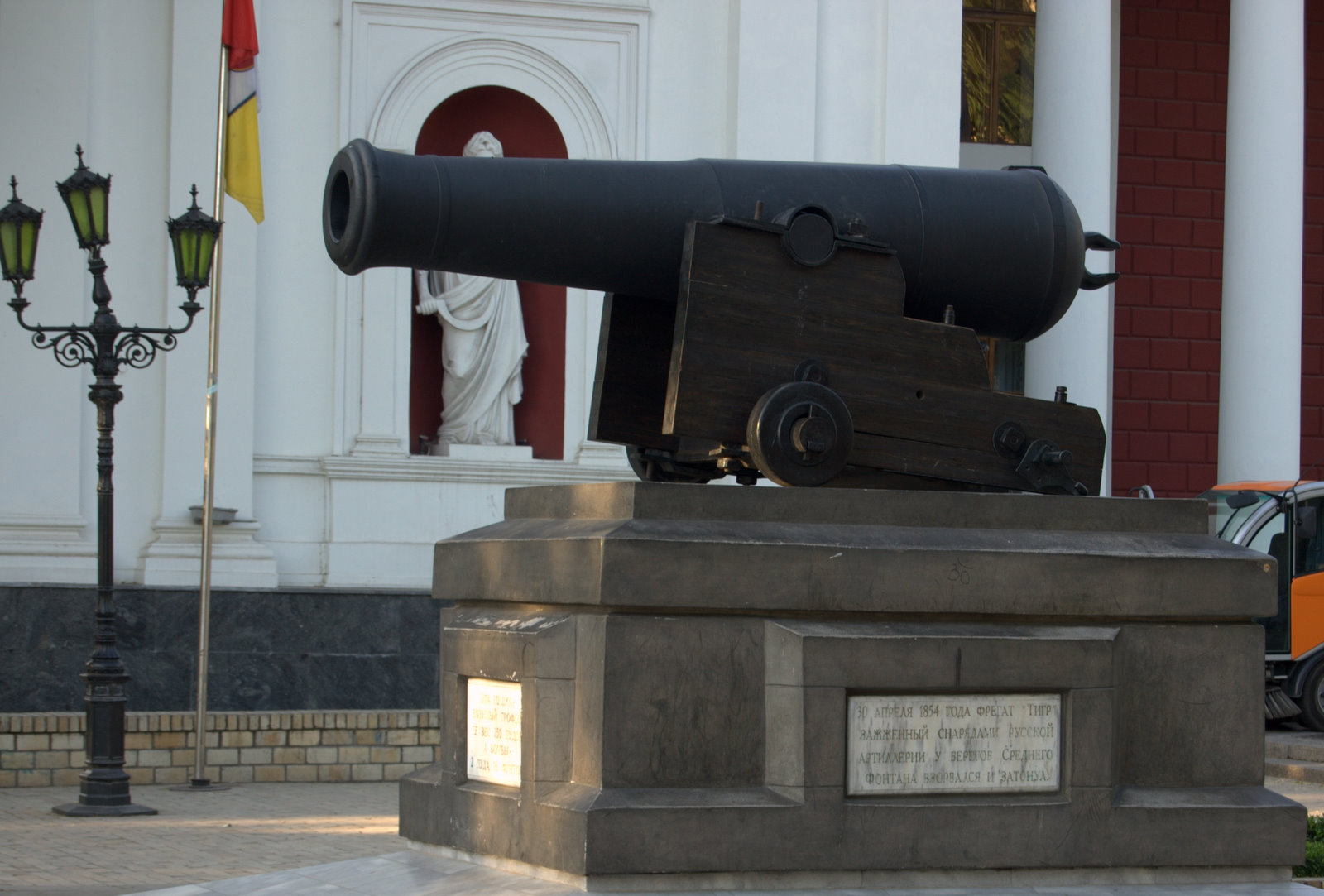
Трофейная пушка с фрегата «Тигр»

30 апреля (12 мая) утром, при густом тумане, в 6 верстах от Одессы, под крутым берегом Малого Фонтана, сел на мель английский 16-пушечный колёсный пароходофрегат «Тигр». Огонь российской полевой артиллерии, быстро развёрнутой на огневые позиции напротив места аварии, поджёг его и заставил спустить флаг. Во время обстрела фрегата был ранен капитан Джиффард (Henry Wells Giffard), позднее скончавшийся от ран в Одессе, и несколько матросов. Пленные (225 человек — 24 офицера и 201 матрос) были перевезены на берег, а сам корабль, который невозможно было за сутки снять с мели, на следующий день уничтожили огнём своих пушек подошедшие на выручку «Tiger» два других корабля союзников — HMS Vesuvius и HMS Niger. Паровая машина корабля была установлена на императорской яхте «Тигр», пушки «Тигра» вошли в состав вновь образованных береговых батарей Одессы.
Взятие «Тигра» было очень важно — он принадлежал к новейшим пароходам английского флота. Водоизмещение 1 220 тонн, 560-сильная паровая машина Пена — лучшего заводчика в Англии. Корабль, стоимостью в 450 000 рублей серебром, был спущен на воду в 1849 г. и сначала был яхтой королевы Виктории, а впоследствии был обращён в своего рода морскую школу.
Пленённый экипаж «Tiger» содержался в Одессе с большим вниманием местного общества, о чём пленные писали восторженные письма на родину, а впоследствии был переведён во внутренние губернии и затем отпущен, согласно распоряжению Императора Николая I. О первых днях пребывания пленных в Одессе рассказывали такой анекдот: к англичанам в качестве переводчика прислали городского учителя английского языка, но англичане отказывались общаться через него, говоря что не понимают его английского. Неизвестно было ли то правдой, или игрой пленных, но учитель был весьма сконфужен.
Одну из пушек фрегата в 1904 году (в 50-ю годовщину событий) установили в качестве трофея на Приморском бульваре Одессы, где она находится и по настоящее время.

## События сентября 1855 года
В конце сентября 1855 года, уже после падения Севастополя, под берег Одессы вновь явилась вся черноморская эскадра союзников, в составе 90 вымпелов. Из города в спешке начали выезжать жители, предполагая новую атаку на город, но в этот раз уже более разрушительную. При этом таможня, оберегающая одесский порто-франко, разрешала вывозить всё из порта внутрь страны без уплаты импортных пошлин. Эскадра простояла на рейде шесть дней и, под прикрытием опустившегося тумана, не произведя ни единого выстрела по городу, исчезла в неизвестном для горожан направлении.:236
Как оказалось впоследствии, появление союзнической эскадры под Одессой было военной хитростью — истинной целью союзников был Николаев и закрывающая подходы к нему с моря Кинбурнская крепость. Появившись под Одессой и сымитировав подготовку к её бомбардировке, союзники отвлекли силы русских, которые начали переброску подкреплений к городу, а затем неожиданно появились под Кинбурном и овладели им. :237